# Monika Bagárová
Monika Bagárová (Brno, 10 maart 1994) is een Tsjechische zangeres van Romani afkomst. Ze deed mee aan het eerste seizoen van de Tsjechisch-Slowaakse versie van Idols (Česko Slovenská SuperStar 2009) en eindigde daar als vijfde. Sindsdien heeft Bagárová meerdere studiealbums en singles uitgebracht.

## Privé
Sinds december 2018 heeft Bagárová een relatie met de Tadzjiekse MMA-vechter Makhmud Muradov. Het koppel verwelkomde 27 mei 2020 hun eerste kind, dochter Rumya.

## Discografie
Studioalbums
- Shining (2011)
- Flashback (2017)

Singles
- "Prší" (Robo Opatovský feat. Monika Bagárová) (2010)
- "Let Me Love U" (2013)
- "Skus zabudnúť" (Igor Kmeťo feat. Monika Bagárová) (2014)
- "Never Had" (2015)
- "Little Piece of Heaven" (2017)
- "Offline" (2018)
- "Zůstaň se mnou" (feat. Markéta Konvičková) (2019)
- "Viva La Vida" (Jan Bendig feat. Monika Bagárová) (2019)
- "Sestra" (feat. Natalii) (2019)
- "Stay" (D-Fly feat. Monika Bagárová) (2019)
- "Like" (feat. Natalii) (2020)